# Nguyễn Tấn Dũng
Nguyễn Tấn Dũng (sinh ngày 17 tháng 11 năm 1949 tại Cà Mau) là một chính trị gia người Việt Nam. Ông nguyên là Thủ tướng thứ sáu của nước Cộng hòa xã hội chủ nghĩa Việt Nam từ năm 2006 đến năm 2016. Từ năm 1997 đến năm 2016, ông cũng đồng thời là Đại biểu Quốc hội Việt Nam các khóa X, XI, XII, XIII thuộc đơn vị bầu cử khu vực 3 Thành phố Hải Phòng (huyện Tiên Lãng), Ủy viên Bộ Chính trị Ban Chấp hành Trung ương Đảng Cộng sản Việt Nam các khóa VIII, IX, X, XI, Trưởng ban Ban Chỉ đạo thi hành án phần tài sản vụ án EPCO - Minh Phụng từ năm 2002.
Ông từng giữ chức Trưởng ban Ban chỉ đạo Trung ương về phòng, chống tham nhũng. Sau Hội nghị Trung ương 6 (khóa XI), ban này chuyển sang cho Bộ Chính trị quản lý, đứng đầu là Tổng Bí thư Nguyễn Phú Trọng.
Ông được Quốc hội bầu lên vị trí Thủ tướng Chính phủ từ ngày 24 tháng 6 năm 2006 sau khi Thủ tướng tiền nhiệm Phan Văn Khải quyết định về hưu năm 2006. Sau đó ông tái đắc cử vào ngày 25 tháng 7 năm 2011. Ông là nhà lãnh đạo cấp cao đầu tiên của Việt Nam thuộc thế hệ sau Cách mạng tháng Tám năm 1945 và cũng là một trong những Thủ tướng trẻ tuổi nhất khi nhậm chức là 56 tuổi. Tại Đại hội Đảng lần thứ XII ông xin không tái cử vào Ban chấp hành Trung ương và được chấp nhận. Từ ngày 6 tháng 4 năm 2016 ông thôi nhiệm vụ Thủ tướng Chính phủ, nghỉ hưu theo chế độ.. Ông làm Thủ tướng vào cuối khóa X sau khi ông Khải từ chức rồi làm Thủ tướng qua 2 khóa XI và XII nên ông có 3 nhiệm kỳ làm Thủ tướng.

## Xuất thân
Nguyễn Tấn Dũng quê ở Thành phố Cà Mau, tỉnh Cà Mau. Cha ông là Nguyễn Tấn Thử (tên khác: Nguyễn Tấn Minh, Mười Minh) chính trị viên phó Tỉnh đội Rạch Giá, mất ngày 16 tháng 4 năm 1969, khi một trái bom Mỹ đã ném trúng hầm trú ẩn của Tỉnh đội Rạch Giá, và được truy phong liệt sĩ.
Mẹ ông là bà Nguyễn Thị Hường (1924 – 2017). Bà là chị em con chú con bác với diễn viên Nguyễn Chánh Tín.
Là con thứ hai trong gia đình, Nguyễn Tấn Dũng còn được gọi với cái tên Ba Dũng.

## Giáo dục
Khi tham gia quân đội năm 1961, ông học Bổ túc văn hóa cấp III và Khóa đào tạo Quân y sỹ và Bổ túc chương trình Phẫu thuật ngoại khoa của bác sĩ Quân y đến tháng 12 năm 1976. Từ tháng 1 năm 1977, học khóa Sỹ quan chỉ huy cấp Tiểu đoàn - Trung đoàn đến tháng 9 năm 1981.
Năm 1981, ông thôi phục vụ trong quân đội, tháng 10 năm 1981 ông học ở Trường Đảng cao cấp Nguyễn Ái Quốc tại Hà Nội đến tháng 12 năm 1994. Năm 1991 ông học Cử nhân Luật của Trường Đại học Luật Thành phố Hồ Chí Minh hệ tại chức đến năm 1994.

## Hoạt động tại quân đội
Năm 1961, ông tham gia Quân đội nhân dân Việt Nam, làm công tác văn thư, liên lạc, cứu thương, y tá, y sĩ. Nguyễn Tấn Dũng sau đó lần lượt giữ các chức vụ: Tiểu đội bậc trưởng (tương đương Trung sĩ), Trung đội bậc trưởng (Chuẩn úy), Đại đội bậc phó (Thiếu úy), Đại đội bậc trưởng (Trung úy) – Đội trưởng Đội phẫu thuật, Đại đội trưởng và Chính trị viên trưởng Đại đội Quân y thuộc Tỉnh đội Rạch Giá. Nguyễn Tấn Dũng được kết nạp vào Đảng Lao động Việt Nam ngày 10 tháng 6 năm 1967, chính thức ngày 10 tháng 3 năm 1968.
Cuối năm 1969, nhờ người bạn chiến đấu Phan Trung Kiên, ông thoát chết trong một trận càn quét ở Cà Mau – Kiên Giang. Nguyễn Tấn Dũng, lúc đó đang là cấp bậc trung úy, đã chọn ở lại phục vụ trong Quân đội nhân dân Việt Nam.
Ngày 30 tháng 4 năm 1975, Nguyễn Tấn Dũng là trung uý, chính trị viên Đại đội Quân y thuộc Tỉnh đội Rạch Giá.
Sau năm 1975, ông lần lượt giữ các chức vụ Thượng úy, Chính trị viên trưởng Tiểu đoàn Bộ binh 207; Đại úy, Chủ nhiệm Chính trị Trung đoàn Bộ binh 152; Thiếu tá, Trưởng ban cán bộ Bộ chỉ huy Quân sự tỉnh Kiên Giang.

## Sự nghiệp chính trị
Từ tháng 10 năm 1981 trở đi, ông phục viên và tham gia công tác chính trị, sinh hoạt của Đảng Cộng sản Việt Nam tại địa phương, lần lượt giữ các chức vụ: Tỉnh ủy viên Kiên Giang, Phó Ban Tổ chức cán bộ Tỉnh ủy; Ủy viên Thường vụ Tỉnh ủy Kiên Giang, Bí thư Huyện ủy Hà Tiên; Phó Bí thư Thường trực rồi Bí thư Tỉnh ủy; Chủ tịch Ủy ban nhân dân; Bí thư Đảng ủy quân sự tỉnh Kiên Giang; Ủy viên Đảng ủy Quân khu 9; Đại biểu Hội đồng nhân dân tỉnh Kiên Giang.
Từ tháng 1 năm 1995, ông tham gia công tác trong trung ương với các chức vụ: Thứ trưởng Bộ Nội vụ; (tháng 1 năm 1995 - tháng 8 năm 1996), Ủy viên Đảng ủy Công an Trung ương. Được bầu làm Ủy viên Ban chấp hành Trung ương Đảng tại các kỳ Đại hội Đảng CSVN thứ VI (năm 1986, dự khuyết) và thứ VII (năm 1991).
Năm 1991 đến năm 1994: học Cử nhân Luật hệ tại chức.
Ngày 1 tháng 7 năm 1996, ông được bầu làm Ủy viên Bộ Chính trị, Bí thư Ban Chấp hành Trung ương và được Bộ Chính trị phân công làm Ủy viên Thường vụ Bộ Chính trị tại Đại hội Đảng lần thứ VIII và là Trưởng ban Kinh tế Trung ương, Phụ trách vấn đề tài chính của Đảng CSVN (từ tháng 6 năm 1996 đến tháng 8 năm 1997).
Từ tháng 9 năm 1997, ông được bầu làm đại biểu Quốc hội khoá X (đại biểu khu vực 3 Hải Phòng) và được đề cử và sau đó được Quốc hội thông qua giữ chức Phó Thủ tướng; sau đó Thủ tướng Phan Văn Khải cử giữ chức vụ Phó Thủ tướng Thường trực và Chủ tịch Hội đồng Tài chính - Tiền tệ của Chính phủ, trong thời gian này ông được nhà nước Lào tặng thưởng Huân Chương ISALA hạng nhất (huân chương cao quý nhất của Lào).
Tháng 5 năm 1998, Quốc hội thông qua cử ông kiêm chức Thống đốc Ngân hàng Nhà nước Việt Nam. Chức vụ này ông giữ đến ngày 11 tháng 12 năm 1999 thì bàn giao lại cho ông Lê Đức Thúy.
Tháng 8 năm 2002, ông tiếp tục được đề cử giữ chức vụ Phó Thủ tướng và được Quốc hội khoá XI thông qua.

## Thủ tướng Chính phủ (2006-2016)
Ngày 16 tháng 5 năm 2006, Thủ tướng Phan Văn Khải đề cử ông làm người kế nhiệm mình trước phiên khai mạc kỳ họp thứ 9 Quốc hội khóa XI.
Ngày 27 tháng 6 năm 2006, ông được Quốc hội bầu làm tân Thủ tướng nước Cộng hòa xã hội chủ nghĩa Việt Nam. Ông trở thành người trẻ nhất giữ chức vụ này. Ngày 27/11/2006, Nguyễn Tấn Dũng ký quyết định 1568/QĐ – TT cho phép tu sửa nghĩa trang và mộ phần của các lính tử trận Việt Nam Cộng Hòa.
Ngày 25 tháng 7 năm 2007, tại Quốc hội khóa XII ông tái đắc cử nhiệm kỳ 2 chức vụ Thủ tướng Chính phủ, với tỷ lệ 96,96% phiếu đồng ý hợp lệ trên tổng số đại biểu.

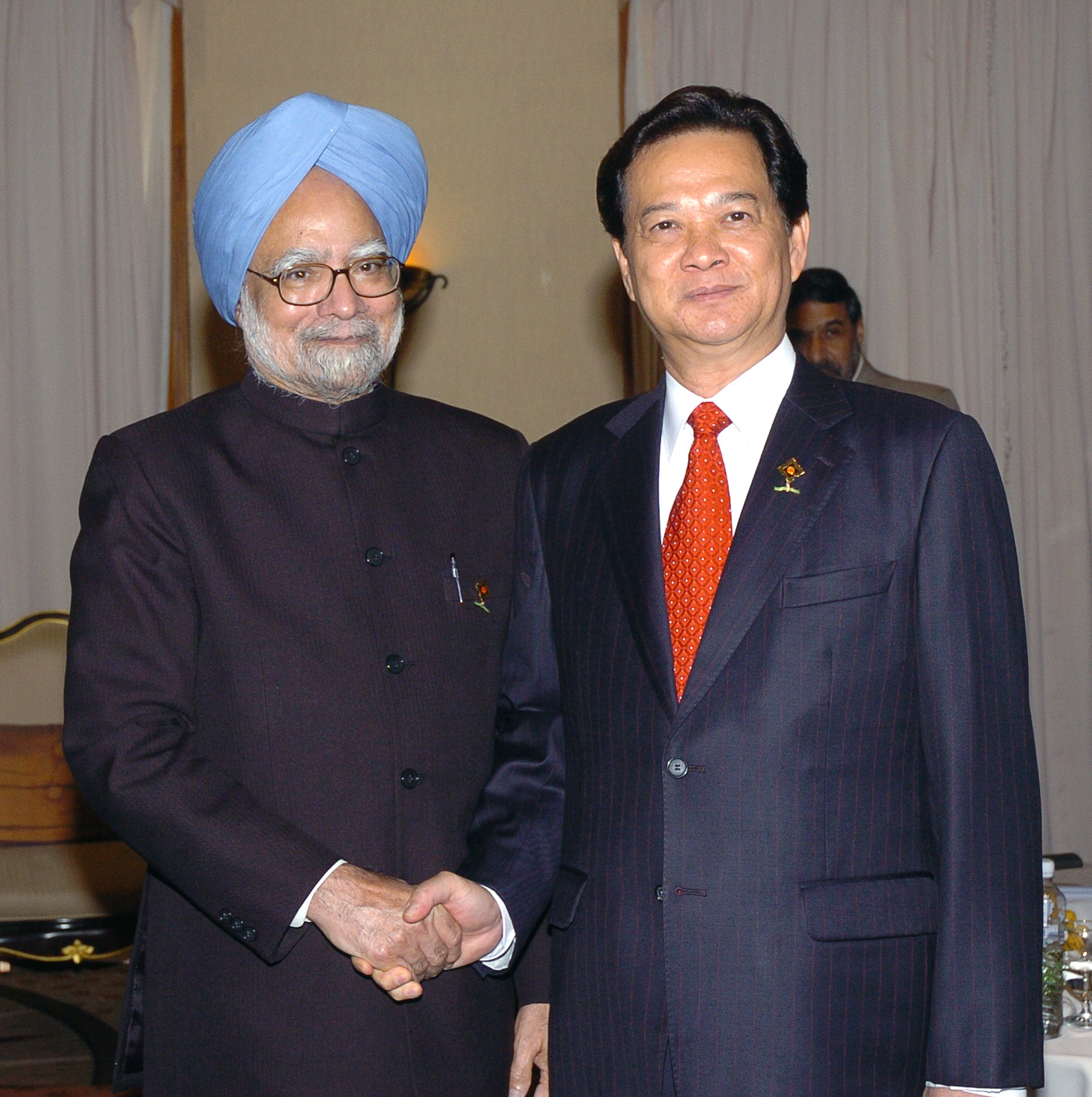
Thủ tướng Ấn Độ Manmohan Singh và Nguyễn Tấn Dũng tại (EAS) Thái Lan năm 2009

Ngày 26 tháng 7 năm 2011, tại kỳ họp thứ nhất Quốc hội khóa XIII ông tái đắc cử nhiệm kỳ 3 với tỷ lệ 94% phiếu đồng ý hợp lệ trên tổng số đại biểu.

### Vấn đề kinh tế

#### Khủng hoảng kinh tế năm 2008

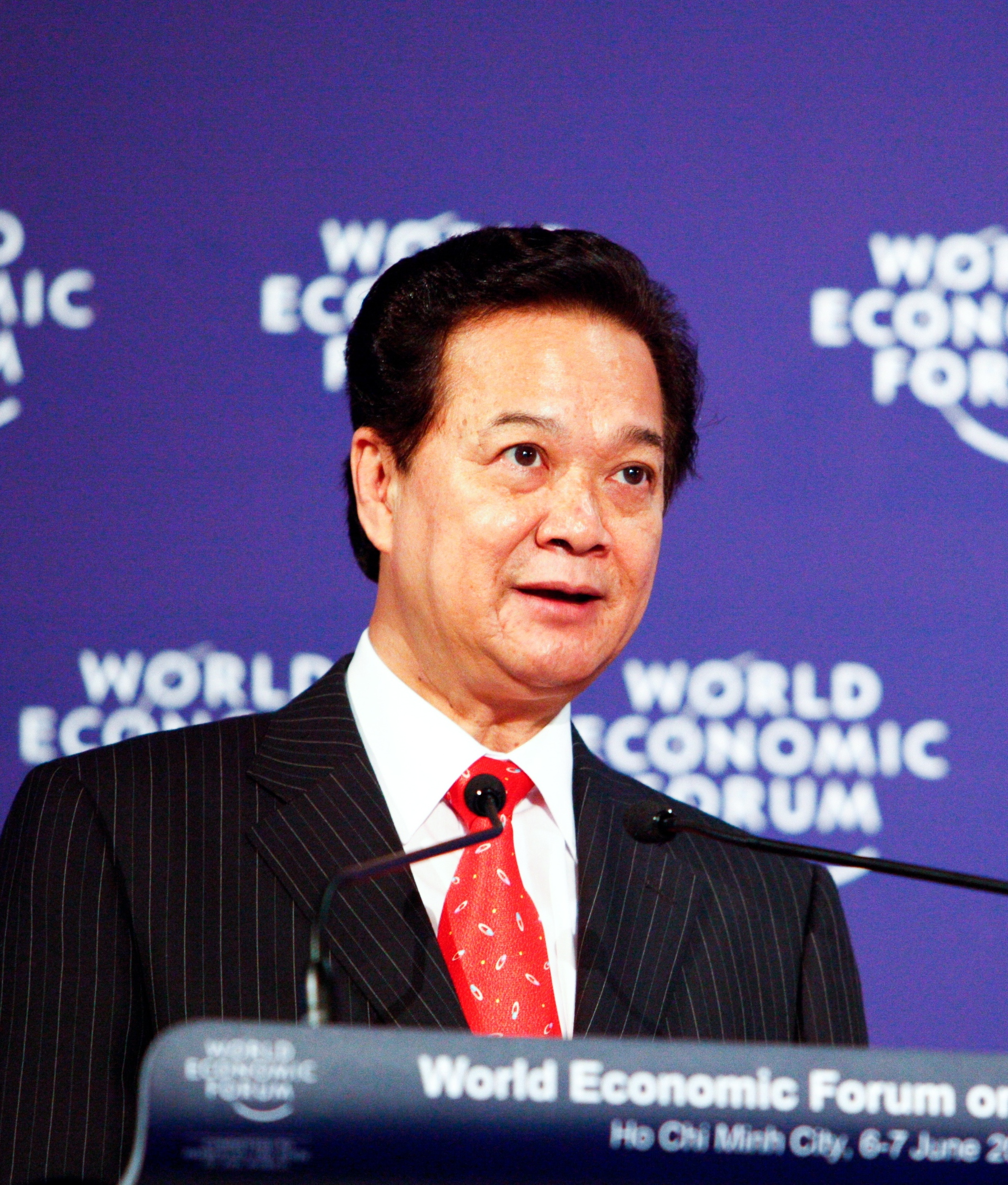
Nguyễn Tấn Dũng tại Diễn đàn Kinh tế thế giới 2010.

Trong cuộc Khủng hoảng tài chính toàn cầu năm 2008-2009, khi lạm phát cả năm của Việt Nam lên cao nhất khu vực (25%), chính phủ Nguyễn Tấn Dũng đã thông qua gói kích cầu trị giá tổng cộng 8 tỷ đô la (tương đương 143.000 tỷ đồng). Về gói kích cầu này, ông Nguyễn Trần Bạt cho rằng, dòng tiền chảy không đến các mục đích như được thông báo, không có khu vực kinh tế nào ở Việt Nam tỏ ra khởi sắc sau gói kích cầu ngoài thị trường chứng khoán và nâng mức thâm hụt ngân sách lên đến 8% so với 5% của năm 2008. Tuy nhiên, theo Ngân hàng Phát triển châu Á nhận định thì gói kích cầu của Chính phủ đã có tác dụng tốt và kinh tế Việt Nam quý IV năm 2009 được đánh giá là hồi phục và tăng tốc. Tuy nhiên, sang năm 2010, gói kích cầu đã bộc lộ nhược điểm: bội chi ngân sách đến mức báo động, dự trữ ngoại hối quá thấp, bất ổn định kinh tế vĩ mô. Điều này dẫn tới lạm phát tăng cao, các chính sách thắt chặt tiền tệ ngay sau đó gây khó khăn kinh tế. IMF và WB phải đề nghị Việt Nam thay đổi chính sách kinh tế vĩ mô.

#### Thất bại trong việc quản lý kinh tế
Phá giá tiền tệ: trong vòng 14 tháng tính tới 13 tháng 2 năm 2011, Việt Nam đã phải phá giá đồng tiền bốn lần. Lần gần nhất, VND bị phá giá 9,3%.
Trong nhiệm kỳ đầu, dưới sự lãnh đạo của Thủ tướng Nguyễn Tấn Dũng, nền kinh tế vĩ mô của Việt Nam lâm vào tình trạng bất ổn nghiêm trọng, chứa đựng rất nhiều rủi ro suy thoái. Cùng chịu tác động bởi suy thoái kinh tế toàn cầu nhưng kinh tế các nước trong khu vực không lâm vào tình trạng bất ổn như Việt Nam. Thủ tướng bị đặt câu hỏi về khả năng quản lý kinh tế. Trong những năm liên tiếp trước khi Thủ tướng Dũng nhậm chức ở nhiệm kỳ đầu tiên, tốc độ tăng trưởng kinh tế nhanh dần: 7,08% năm 2002, 7,34% năm 2003, 7,79% năm 2004, và 8,44% năm 2005. Ngược lại, sau khi thủ tướng nhậm chức, tăng trưởng GDP giảm: năm 2007 đạt 8,23%, năm 2008 đạt 6,31%, năm 2009 đạt 5,32%, năm 2010 tăng một chút lên 6,78% nhưng năm 2011 chỉ còn 5,89%. Lạm phát tăng cao (nhất châu Á vào tháng 7-8 năm 2011) hậu quả của các chính sách vĩ mô sai lầm trong khi đời sống của nhân dân khó khăn hơn: Mức thu nhập trong giai đoạn 2008 - 2010 tăng bình quân 9,3%/năm (giai đoạn lạm phát cao lên tới hơn 40%) sau khi trừ đi yếu tố tăng giá đã thấp hơn mức thu nhập thực tế 10,7%/năm của thời kỳ năm 2002-2004.
Ông cho ra nghị quyết 11 NQ/Cp thắt chặt tiền tệ, kiềm chế lạm phát, ổn định vĩ mô gây ra nhiều vấn đề, tác dụng phụ, cho nền kinh tế, hàng loạt doanh nghiệp phá sản, ngân hàng khủng hoảng.
Ngày 20/10/2012, trước Quốc hội, ông Dũng xin lỗi vì những yếu kém, khuyết điểm của Chính phủ trong lãnh đạo, quản lý, điều hành.. Trong trong Kỳ họp thứ tư, Quốc hội khóa XIII ông đã thừa nhận các sai lầm trong quản lý kinh tế đã dẫn tới các vấn đề nghiêm trọng của nền Kinh tế Việt Nam.
Năm 2013, trong đợt Lấy phiếu tín nhiệm tại Quốc hội lần đầu tiên, ông Nguyễn Tấn Dũng được số phiếu tín nhiệm cao 210, tín nhiệm 122, tín nhiệm thấp 160.

### Tổ tư vấn nhiệm kì 2011 – 2016
Tổ tư vấn của Thủ tướng Chính phủ Nguyễn Tấn Dũng nhiệm kì 2011 – 2016 gồm có 13 người sau (kèm chức vụ năm 2016):
1. Ông Trương Đình Tuyển (Đặc phái viên Kinh tế của Thủ tướng, Trưởng nhóm/Tổ trưởng)
2. GS.TS Nguyễn Xuân Thắng (Chủ tịch Viện Hàn lâm Khoa học Xã hội Việt Nam)
3. TS Vũ Viết Ngoạn (Chủ tịch Ủy ban Giám sát Tài chính Quốc gia)
4. TS Cao Viết Sinh (Thứ trưởng Bộ Kế hoạch và Đầu tư)
5. TS Nguyễn Sĩ Dũng (Phó chủ nhiệm Văn phòng Quốc hội)
6. TS Nguyễn Đình Cung (Viện trưởng Viện Nghiên cứu Quản lý Kinh tế Trung ương, Bộ Kế hoạch và Đầu tư)
7. TS Trần Đình Thiên (Viện trưởng Viện Kinh tế Việt Nam)
8. TS Đặng Kim Sơn (Viện trưởng Viện Chính sách và Chiến lược Nông nghiệp, Bộ NN&PTNT)
9. TS Võ Trí Thành (Phó Viện trưởng Viện Nghiên cứu Quản lý Kinh tế Trung ương, Bộ Kế hoạch và Đầu tư)
10. GS.TSKH Nguyễn Quang Thái (Tổng thư ký kiêm Phó Chủ tịch thường trực Hội Kinh tế Việt Nam)
11. TS Trần Du Lịch (Đại biểu Quốc hội, nguyên Viện trưởng Viện Kinh tế TP.HCM)
12. TS Lê Xuân Nghĩa (Chủ tịch Ủy ban Giám sát Tài chính Quốc gia, sau đó là Viện trưởng Viện Nghiên cứu Kinh doanh)
13. TS Nguyễn Đức Thành (Viện trưởng Viện Nghiên cứu Kinh tế và Chính sách, Trường Đại học Kinh tế, Đại học Quốc gia Hà Nội).

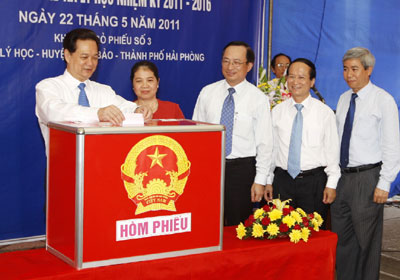
Nguyễn Tấn Dũng bỏ phiếu bầu Đại biểu Quốc hội và Hội đồng nhân dân các cấp tại xã Lý Học, Vĩnh Bảo, Hải Phòng, năm 2011.

### Đối nội
Tập trung đầu tư xây dựng hai Đại học Quốc gia Hà Nội và Đại học Quốc gia Thành phố Hồ Chí Minh để sớm phát triển hai Đại học này thành các cơ sở giáo dục Đại học xuất sắc, hàng đầu của Việt Nam, từng bước vươn lên đẳng cấp khu vực và quốc tế.
Quyết định 97/2009/QĐ-TTg của Thủ tướng Chính phủ về việc ban hành Danh mục các lĩnh vực cá nhân được thành lập tổ chức khoa học và công nghệ. Trong đó ở điều 2 mục 2 có nhấn mạnh: nếu có ý kiến phản biện về đường lối, chủ trương, chính sách của Đảng, Nhà nước cần gửi ý kiến đó cho cơ quan Đảng, Nhà nước có thẩm quyền, không được công bố công khai với danh nghĩa hoặc gắn với danh nghĩa của tổ chức khoa học và công nghệ. Thúc đẩy Bộ Khoa học và Công nghệ hoàn thiện các văn bản pháp quy, đào tạo nguồn nhân lực cho nhà máy điện nguyên tử đầu tiên khu vực Đông Nam Á tại Ninh Thuận.
Ngày 29 tháng 4 năm 2009, ông ban hành công văn 650/TTg – KTN, chỉ đạo các bộ ban ngành phối hợp triển khai dự án bauxite tại Tây Nguyên.
Một vài sự kiện liên quan xảy ra tại Việt Nam trong nhiệm kỳ của ông. Bao gồm:
- Ý kiến chỉ đạo vụ cưỡng chế đất gây tranh cãi tại Tiên Lãng, Hải Phòng.[36]
- Ý kiến chỉ đạo vụ tranh chấp bản quyền truyền hình bóng đá giữa Công ty Cổ phần bóng đá chuyên nghiệp Việt Nam (VPF) và Công ty Cổ phần Viễn thông và Truyền thông An Viên (AVG).[37]

### Đối ngoại

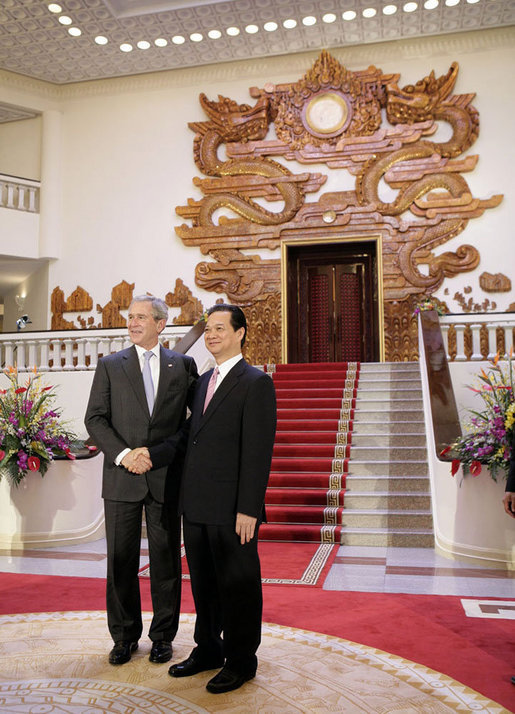
Thủ tướng Dũng và Tổng thống Hoa Kỳ George W. Bush tại APEC 2006 tại Hà Nội

Nguyễn Tấn Dũng có những thành công về mặt đối ngoại. Năm tháng sau khi nhậm chức, ông để lại dấu ấn đầu tiên trong nhiệm kỳ của mình với thành công của hội nghị APEC (tháng 11 năm 2006). Tháng 5 năm 2007, tạp chí World Business bình chọn Thủ tướng Nguyễn Tấn Dũng là một trong 20 nhân vật cải cách của châu Á.
Trong nhiệm kỳ của ông, Việt Nam trở thành thành viên chính thức của Tổ chức Thương mại Thế giới (WTO) và sau đó là thành viên luân phiên không thường trực của Hội đồng Bảo an Liên Hợp Quốc (nhiệm kỳ 2008-2009).
Năm 2010, Việt Nam với vai trò chủ tịch luân phiên của ASEAN được đánh giá là thành công trong hoạt động ngoại giao và kết nối các thành viên được nhiều báo chí đánh giá là nhờ công lớn của ông.

#### Danh sách các chuyến công du quốc tế[40]
| Quốc gia       | Ngày             | Ghi chú | Ghi chú | Nguồn         |
| -------------- | ---------------- | --- | --- | ------------- |
| Ấn Độ          | 4-6/07/2007      | Thăm cấp nhà nước tới Cộng hòa Ấn Độ | Thăm cấp nhà nước tới Cộng hòa Ấn Độ | [ 41 ]        |
| Indonesia      | 8-10/08/2007     | Thăm chính thức Cộng hòa Indonesia theo lời mời của Tổng thống Indonesia Susilo Bambang Yudhoyono.                                                                 | Công du 5 năm nước Đông Nam Á | [ 42 ]        |
| Philippines    | 8-10/08/2007     | Thăm chính thức Cộng hòa Philippines. | Công du 5 năm nước Đông Nam Á | [ 43 ]        |
| Singapore      | 13-16/08/2007    | Thăm chính thức Cộng hòa Singapore. | Công du 5 năm nước Đông Nam Á | [ 44 ]        |
| Myanmar        | 13-16/08/2007    | Thăm chính thức Liên bang Myanmar. | Công du 5 năm nước Đông Nam Á | [ 45 ]        |
| Brunei         | 13-16/08/2007    | Thăm chính thức Vương quốc Brunei. | Công du 5 năm nước Đông Nam Á | [ 46 ]        |
| Malaysia       | 30-31/08/2007    | Tham dự các hoạt động kỷ niệm lần thứ 50 ngày Độc lập của Malaysia.                                                                                                | Tham dự các hoạt động kỷ niệm lần thứ 50 ngày Độc lập của Malaysia.                                                                                                | [ 47 ]        |
| Nga            | 9-12/09/2007     | Thăm chính thức Cộng hòa Liên bang Nga theo lời mời của Thủ tướng Nga Mikhail Fradkov.                                                                             | Thăm chính thức Cộng hòa Liên bang Nga theo lời mời của Thủ tướng Nga Mikhail Fradkov.                                                                             | [ 48 ]        |
| Séc            | 12-13/09/2007    | Thăm chính thức Cộng hòa Séc theo lời mời của Thủ tướng Cộng hòa Séc Mirek Topolanek.                                                                              | Thăm chính thức Cộng hòa Séc theo lời mời của Thủ tướng Cộng hòa Séc Mirek Topolanek.                                                                              | [ 48 ]        |
| Ba Lan         | 14-15/09/2007    | Thăm chính thức Cộng hòa Ba Lan theo lời mời của Thủ tướng Ba Lan Jaroslaw Kaczynski.                                                                              | Thăm chính thức Cộng hòa Ba Lan theo lời mời của Thủ tướng Ba Lan Jaroslaw Kaczynski.                                                                              | [ 48 ]        |
| Pháp           | 30/09-03/10/2007 | Thăm chính thức Cộng hòa Pháp theo mời của Thủ tướng Pháp François Fillon.                                                                                         | Thăm chính thức Cộng hòa Pháp theo mời của Thủ tướng Pháp François Fillon.                                                                                         | [ 49 ]        |
| Vương quốc Anh | 3-11/03/2008     | Thăm chính thức Vương quốc Anh theo lời mời của Thủ tướng Anh Gordon Brown.                                                                                        | Thăm chính thức Vương quốc Anh theo lời mời của Thủ tướng Anh Gordon Brown.                                                                                        | [ 50 ]        |
| Đức            | 3-11/03/2008     | Thăm chính thức Cộng hòa Liên bang Đức theo lời mời của Thủ tướng Đức Angela Markel.                                                                               | Thăm chính thức Cộng hòa Liên bang Đức theo lời mời của Thủ tướng Đức Angela Markel.                                                                               | [ 50 ]        |
| Ireland        | 3-11/03/2008     | Thăm chính thức Cộng hòa Ireland theo lời mời của Thủ tướng Ireland Bertie Ahern.                                                                                  | Thăm chính thức Cộng hòa Ireland theo lời mời của Thủ tướng Ireland Bertie Ahern.                                                                                  | [ 50 ]        |
| Hoa Kỳ         | 23-26/06/2008    | Thăm chính thức Hợp chúng quốc Hoa Kỳ theo lời mời của Tổng thống Hoa Kỳ George W. Bush.                                                                           | Thăm chính thức Hợp chúng quốc Hoa Kỳ theo lời mời của Tổng thống Hoa Kỳ George W. Bush.                                                                           | [ 51 ]        |
| Australia      | 13-14/10/2008    | Thăm chính thức Australia theo lời mời của Thủ tướng Australia Kevin Rudd.                                                                                         | Thăm chính thức Australia theo lời mời của Thủ tướng Australia Kevin Rudd.                                                                                         | [ 52 ]        |
| Trung Quốc     | 20-25/10/2008    | - Thăm chính thức Trung Quốc theo lời mời của Thủ tướng Trung Quốc Ôn Gia Bảo (20-23/10/2008) - Tham dự Hội nghị cấp cao Á - Âu lần thứ 7 (ASEM 7) (24-25/10/2008) | - Thăm chính thức Trung Quốc theo lời mời của Thủ tướng Trung Quốc Ôn Gia Bảo (20-23/10/2008) - Tham dự Hội nghị cấp cao Á - Âu lần thứ 7 (ASEM 7) (24-25/10/2008) | [ 53 ]        |
| Kuwait         | 10-12/03/2009    | Thăm chính thức Nhà nước Kuwait theo lời mời của Thủ tướng Kuwait Nasser Al-Mohammed Al-Sabah                                                                      | Thăm chính thức Nhà nước Kuwait theo lời mời của Thủ tướng Kuwait Nasser Al-Mohammed Al-Sabah                                                                      | [ 54 ]        |
| Trung Quốc     | 17-22/04/2009    | - Tham dự Diễn đàn châu Á Bắc Ngao - Thăm tỉnh Quảng Đông, Hồng Kông (20/04/2009) và Ma Cao (21/04/2009)                                                           | - Tham dự Diễn đàn châu Á Bắc Ngao - Thăm tỉnh Quảng Đông, Hồng Kông (20/04/2009) và Ma Cao (21/04/2009)                                                           | [ 55 ]        |
| Nhật Bản       | 21-23/05/2009    | - Thăm, làm việc tại Nhật Bản - Tham dự Hội nghị Tương lai châu Á                                                                                                  | - Thăm, làm việc tại Nhật Bản - Tham dự Hội nghị Tương lai châu Á                                                                                                  | [ 56 ]        |
| Kazakhstan     | 14-15/09/2009    | Thăm chính thức Cộng hòa Kazakhstan theo lời mời của Thủ tướng Kazakhstan Karim Masimov.                                                                           | Thăm chính thức Cộng hòa Kazakhstan theo lời mời của Thủ tướng Kazakhstan Karim Masimov.                                                                           | [ 57 ]        |
| Đan Mạch       | 16-18/09/2009    | Thăm chính thức Vương quốc Đan Mạch theo lời mời của Thủ tướng Đan Mạch Lars Lokke Rasmussen.                                                                      | Thăm chính thức Vương quốc Đan Mạch theo lời mời của Thủ tướng Đan Mạch Lars Lokke Rasmussen.                                                                      | [ 57 ]        |
| Hungary        | 18-20/09/2009    | Thăm chính thức Cộng hòa Hungary theo lời mời của Thủ tướng Hungary Gordon Bajnai.                                                                                 | Thăm chính thức Cộng hòa Hungary theo lời mời của Thủ tướng Hungary Gordon Bajnai.                                                                                 | [ 58 ]        |
| Campuchia      | 15-16/11/2010    | - Thăm chính thức Vương quốc Campuchia - Dự các Hội nghị Cấp cao Tiểu vùng                                                                                         | - Thăm chính thức Vương quốc Campuchia - Dự các Hội nghị Cấp cao Tiểu vùng                                                                                         | [ 59 ]        |
| Campuchia      | 23-24/04/2011    | Thăm và làm việc tại Vương quốc Campuchia theo lời mời của Thủ tướng Campuchia Hun Sen.                                                                            | Thăm và làm việc tại Vương quốc Campuchia theo lời mời của Thủ tướng Campuchia Hun Sen.                                                                            | [ 60 ]        |
| Lào            | 9-10/09/2011     | Thăm chính thức Cộng hòa Dân chủ Nhân dân Lào. | Thăm chính thức Cộng hòa Dân chủ Nhân dân Lào. | [ 61 ]        |
| Hà Lan         | 27/9-1/10/2011   | Thăm chính thức Vương quốc Hà Lan. | Thăm chính thức Vương quốc Hà Lan. | [ 62 ]        |
| Uzbekistan     | 2-4/10/2011      | Thăm chính thức Cộng hòa Uzbekistan theo lời mời của Thủ tướng Uzbekistan Shavkat Mirziyoyev.                                                                      | Thăm chính thức Cộng hòa Uzbekistan theo lời mời của Thủ tướng Uzbekistan Shavkat Mirziyoyev.                                                                      | [ 63 ]        |
| Ukraine        | 4-6/10/2011      | Thăm chính thức Ukraine theo lời mời của Thủ tướng Ukraine Mykola Azarov.                                                                                          | Thăm chính thức Ukraine theo lời mời của Thủ tướng Ukraine Mykola Azarov.                                                                                          | [ 64 ]        |
| Nhật Bản       | 30/10-2/11/2011  | Thăm chính thức Nhật Bản theo lời mời của Thủ tướng Nhật Bản Noda Yoshihiko.                                                                                       | Thăm chính thức Nhật Bản theo lời mời của Thủ tướng Nhật Bản Noda Yoshihiko.                                                                                       | [ 65 ]        |
| Myanmar        | 19-21/12/2011    | - Tham dự Hội nghị Thượng đỉnh GMS-4 - Thăm chính thức Myanmar theo lời mời của Tổng thống Myanmar Thein Sein.                                                     | - Tham dự Hội nghị Thượng đỉnh GMS-4 - Thăm chính thức Myanmar theo lời mời của Tổng thống Myanmar Thein Sein.                                                     | [ 66 ]        |
| Indonesia      | 13-14/09/2011    | Thăm chính thức Cộng hòa Indonesia theo lời mời của Tổng thống Indonesia Susilo Bambang Yudhoyono.                                                                 | Thăm chính thức Cộng hòa Indonesia theo lời mời của Tổng thống Indonesia Susilo Bambang Yudhoyono.                                                                 | [ 67 ]        |
| Trung Quốc     | 20-21/09/2012    | - Tham dự Hội nghị Thượng đỉnh Đầu tư – Thương mại ASEAN – Trung Quốc lần thứ 9 - Tham dự CAEXPO và CABIS                                                          | - Tham dự Hội nghị Thượng đỉnh Đầu tư – Thương mại ASEAN – Trung Quốc lần thứ 9 - Tham dự CAEXPO và CABIS                                                          | [ 55 ] [ 68 ] |
| Hàn Quốc       | 28-29/03/2012    | - Tham dự Hội nghị Thượng đỉnh An ninh hạt nhân. - Thăm chính thức Đại Hàn Dân Quốc theo lời mời của Tổng thống Hàn Quốc Lee Myung-bak và phu nhân.                | - Tham dự Hội nghị Thượng đỉnh An ninh hạt nhân. - Thăm chính thức Đại Hàn Dân Quốc theo lời mời của Tổng thống Hàn Quốc Lee Myung-bak và phu nhân.                | [ 69 ]        |
| Trung Quốc     | 2-3/09/2013      | Tham dự Hội chợ, Hội nghị ASEAN-Trung Quốc | Tham dự Hội chợ, Hội nghị ASEAN-Trung Quốc | [ 70 ]        |
| Pháp           | 24-26/09/2013    | Thăm chính thức Cộng hòa Pháp theo lời mời của Thủ tướng Pháp Jean-Marc Ayrault.                                                                                   | Thăm chính thức Cộng hòa Pháp theo lời mời của Thủ tướng Pháp Jean-Marc Ayrault.                                                                                   | [ 71 ]        |

### Miễn nhiệm
Tháng 1 năm 2016, tại Đại hội XII của Đảng Cộng sản Việt Nam ông vẫn nhận được đề cử vào Ban chấp hành Trung ương, mặc dù trước đó ông xin không tái cử. Sau đó Đại hội đã biểu quyết cho phép ông rút khỏi danh sách bầu cử.. Từ ngày 6 tháng 4 năm 2016, ông được Quốc hội miễn nhiệm chức vụ Thủ tướng Chính phủ và nghỉ hưu theo chế độ.

## Chỉ trích và bê bối
Ông là thủ tướng đầu tiên của Nhà nước Xã hội chủ nghĩa Việt Nam bị khởi kiện chính thức với cáo buộc vi hiến. Ngày 11 tháng 6 năm 2009, ông Cù Huy Hà Vũ đã gửi đơn kiện thủ tướng nước Cộng hòa Xã hội Chủ nghĩa Việt Nam về việc ký quyết định khai thác quặng bauxit ở Tây nguyên Việt Nam khi cho rằng ông Dũng đã vi phạm pháp luật Việt Nam khi ra quyết định về dự án trong đó có luật bảo vệ môi trường, luật bảo vệ di sản văn hóa. Tuy nhiên, Tòa án nhân dân Hà Nội đã bác đơn kiện này.
Nguyễn Trọng Vĩnh, cựu Đại sứ Việt Nam tại Trung Quốc phê bình: "Toàn dân người ta đã biết ông này không có năng lực quản lý xã hội, quản lý kinh tế cho nên chưa bao giờ kinh tế của chúng ta nó sa sút như bây giờ. Sự không có năng lực của ông ấy là đã rõ. Mặt khác, các tập đoàn kinh tế nào là Vinashin, Vinalines rồi còn bao nhiêu tập đoàn kinh tế khác mà ông Thủ tướng trực tiếp quản lý đã thất thoát hàng ngàn tỷ của nhân dân, thiệt hại quá lớn. Mặt khác, ông ấy lại độc đoán, độc tài vì vậy nếu còn nắm quyền thì ông ấy còn làm bao nhiêu thứ khác chỉ có hại cho đất nước như vậy thì không lo sao được ?".
Ngày 18 tháng 9 năm 2015, ba ông Lưu Văn Sùng, Đỗ Thế Tùng và Nguyễn Đình Kháng đồng ký đơn gửi Bộ Chính trị và Ban Chấp hành Trung ương Đảng Cộng sản Việt Nam tiến hành kiểm điểm, kỷ luật, và kiên quyết không để ông Nguyễn Tấn Dũng lọt vào Ban Chấp hành Trung ương Đảng khóa XII vì cho rằng ông Dũng tiếp sức cho các thế lực thù địch vu cáo Đảng Cộng sản Việt Nam lệ thuộc Trung Quốc, phá hoại tình đoàn kết, hữu nghị và kích động đối đầu Việt - Trung.

### Bê bối Mobifone mua AVG
Chiều ngày 18 tháng 12 năm 2019, tại Tòa án nhân dân thành phố Hà Nội đã diễn ra phiên xét xử vụ án Tổng Công ty Viễn thông Mobifone mua 95% cổ phần Công ty Cổ phần nghe nhìn Toàn cầu (AVG), diễn biến đáng chú ý là bị cáo Nguyễn Bắc Son, người được cho là chủ mưu của vụ bê bối này đã khai trước tòa rằng ông không phải kẻ chủ mưu, cầm đầu thương vụ AVG, mọi thứ đều có sự phê duyệt và làm đúng theo chỉ đạo của Thủ tướng chính phủ (thời điểm đó đang trong nhiệm kỳ ông Nguyễn Tấn Dũng nắm quyền lãnh đạo cao nhất của Chính phủ).

## Tặng thưởng
- Huân chương Sao Vàng (2025)[81]
- Huân chương Kháng chiến hạng Nhất
- Huân chương Chiến công hạng Ba (2 lần)
- Huân chương Chiến sĩ giải phóng hạng Nhất, Nhì, Ba.
- Huân chương Chiến sĩ Vẻ vang hạng Nhất, Nhì, Ba.
- 6 danh hiệu Dũng sĩ diệt Mỹ.
- Huân chương José Martí của Nhà nước Cộng hòa Cuba.
- Huân chương Hữu nghị hạng đặc biệt của Nhà nước - Hoàng gia Campuchia.
- Huân chương ISALA hạng 1 của Nhà nước CHDCND Lào
- Huân chương Vàng quốc gia của Nhà nước CHDCND Lào[82]
- Huy hiệu 55 năm tuổi Đảng (24/5/2022)[83]

## Đời sống cá nhân

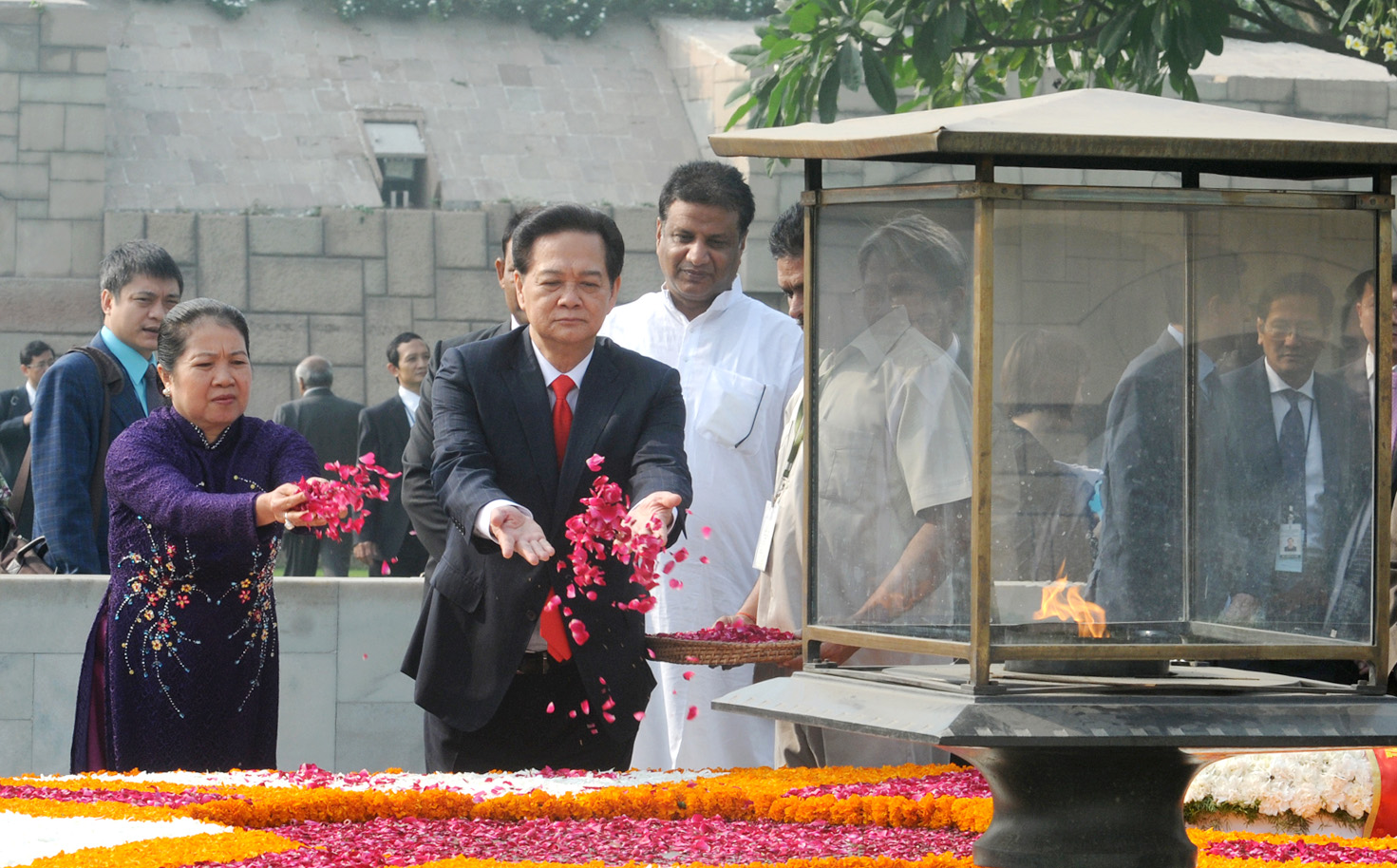
Thủ tướng Nguyễn Tấn Dũng và phu nhân Thủ tướng Trần Thanh Kiệm trong chuyến thăm Ấn Độ năm 2014

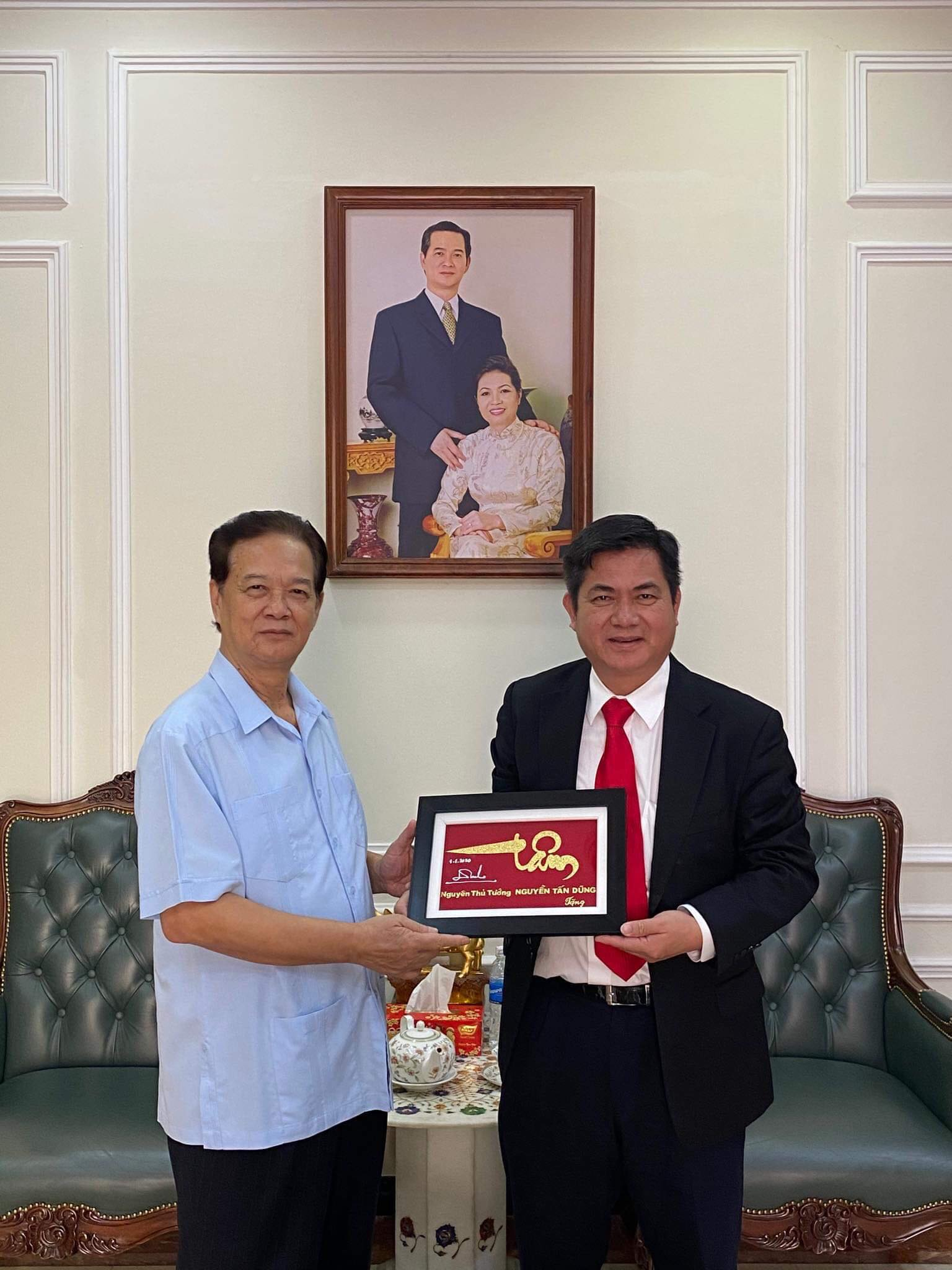
Ông Nguyễn Tấn Dũng cùng với Hoàng Duy Hùng tại tư dinh của cựu Thủ tướng

- Cha: Nguyễn Tấn Thử (hay Nguyễn Tấn Minh) (tức Mười Minh), chính trị viên Tỉnh đội Kiên Giang, hi sinh trong một trận Mỹ ném bom B-52 vào ngày 16 tháng 4 năm 1969, được phong Liệt sỹ.
- Mẹ: Nguyễn Thị Hường, từng sống trong căn nhà 1108 đường Nguyễn Trung Trực, Rạch Giá, Kiên Giang, cũng là nơi đặt nhà thờ họ của ông Dũng. Bà Hường mất ngày 30 tháng 11 năm 2017, thọ 93 tuổi.[84]
- Anh chị em ruột: Ông có 01 em trai là ông Nguyễn Hoàng Thắng (Tư Thắng) và 01 chị gái tên là Hai Tâm.[9][85][86]
- Vợ: Trần Thanh Kiệm
- Con cái:

1. Nguyễn Thanh Nghị: Con trai cả, sinh năm 1976, lấy bằng tiến sĩ ngành kỹ sư công chánh (xây dựng) ở Đại học George Washington ở Washington,[87] từng giữ chức thứ trưởng Bộ Xây dựng và là bí thư Tỉnh ủy Kiên Giang từ 16 tháng 10 năm 2015 đến 17 tháng 10 năm 2020.[88]. Ông Nghị hiện là Ủy viên Trung ương Đảng, Bộ trưởng Bộ Xây dựng.
2. Nguyễn Thanh Phượng: Con gái thứ hai, sinh năm 1980, tốt nghiệp Cử nhân Kinh tế tại Đại học Kinh tế quốc dân Hà Nội và Thạc sĩ Quản trị Kinh doanh (MBA) tại Đại học quốc tế tại Geneva, Thụy Sĩ (International University in Geneva).[89] Bà là Chủ tịch Quỹ Đầu tư Bản Việt, doanh nghiệp với số vốn khoảng 55 triệu đô la Mỹ,[90] chủ tịch Chứng khoán Bản Việt từ năm 2007, thành viên HDQT Ngân hàng Bản Việt từng giữ chức Chủ tịch nhưng đã tạm nghỉ theo chế độ thai sản hồi đầu tháng 5 năm 2013.[91] Bà Phượng kết hôn với ông Nguyễn Bảo Hoàng là một Việt kiều Mỹ năm 2008 và hiện có hai con. Nguyễn Bảo Hoàng sinh năm 1974 là Tổng giám đốc Quỹ đầu tư IDG Ventures Vietnam, chuyên đầu tư vào các công ty thuộc lĩnh vực tiêu dùng, truyền thông và công nghệ kể từ năm 2004. Hiện ông là chủ tịch Liên đoàn Bóng rổ Việt Nam, Chủ tịch Học viện thể thao Sài Gòn (SSA),[92] sở hữu chi nhánh MacDonald tại Việt Nam.[93]
3. Nguyễn Minh Triết: Con trai út, sinh năm 1988,[94] từng học A level tại trường St. Michael College (Anh Quốc), theo học cử nhân về kỹ sư kỹ thuật hàng không ở Đại học Queen Mary của Anh và hoàn tất khóa học Thạc sĩ chuyên ngành kỹ sư chế tạo máy tại Anh. Từng công tác tại Ban thanh niên nông thôn - Trung ương Đoàn Thanh niên Cộng sản Hồ Chí Minh, Ủy viên Trung ương Đoàn, Giám đốc Trung tâm Hỗ trợ và Phát triển Sinh viên Việt Nam, bí thư tỉnh đoàn Bình Định và Ủy viên ban chấp hành Đảng bộ tỉnh Bình Định, nhiệm kỳ 2013 - 2017.[95][96] Tháng 4 năm 2016, Nguyễn Minh Triết đã làm đám cưới với cô Đồng Thanh Vy, người từng đoạt giải Á hậu Đông Nam Á.[97] Ngay sau lễ cưới, Nguyễn Minh Triết nhận được quyết định bổ nhiệm làm Trưởng ban Thanh niên Trường học, Trung ương Đoàn tại Hà Nội,[98] nơi Đồng Thanh Vy đang theo học trường Cao đẳng Kế toán Hà Nội.[99] Nguyễn Minh Triết hiện đang là Bí thư Trung ương Đoàn, Chủ tịch Trung ương Hội Sinh viên Việt Nam.

## Hoạt động Đại biểu Quốc hội
| Đại biểu Quốc hội         | Khóa X                                                                                      | Khóa XI                                                                                         | Khóa XII | Khóa XIII |
| ------------------------- | ------------------------------------------------------------------------------------------- | ----------------------------------------------------------------------------------------------- | --- | --- |
| Ảnh                       | không khung                                                                                 |                                                                                                 | | |
| Nơi ứng cử, đoàn đại biểu | Kiên Giang                                                                                  | Bình Dương                                                                                      | Hải Phòng | Hải Phòng |
| Nghề nghiệp, chức vụ      | Uỷ viên Thường vụ Bộ Chính trị, Trưởng Ban Kinh tế Trung ương Đảng, Phó thủ tướng Chính phủ | Ủy viên Bộ Chính trị; Phó Bí thư Ban cán sự Đảng Chính phủ, Phó Thủ tướng Thường trực Chính phủ | Ủy viên Bộ Chính trị; Thủ tướng Chính phủ; Bí thư Ban cán sự Đảng Chính phủ, Phó Chủ tịch Hội đồng Quốc phòng và An ninh | Ủy viên Bộ Chính trị; Thủ tướng Chính phủ; Bí thư Ban cán sự Đảng Chính phủ, Phó Chủ tịch Hội đồng Quốc phòng và An ninh |